# Oscar Mantegari
Oscar Hernán Mantegari (Buenos Aires, 20 ottobre 1928 – Buenos Aires, 13 maggio 2008) è stato un calciatore argentino, di ruolo centrocampista.

## Caratteristiche tecniche
Giocava come difensore o come centrocampista; ricoprì il ruolo di terzino destro e quello di mediano sulla medesima fascia.

## Carriera

### Club
Mantegari, nato nel quartiere di Villa Pueyrredón, crebbe nel settore giovanile dell'Atlanta, entrando nel 1947 nella Tercera e nel 1948 in prima squadra. Esordì in seconda serie il 12 giugno 1948 contro lo Sportivo Dock Sud, disputando 7 incontri di campionato prima che questo venisse sospeso a causa di uno sciopero dei giocatori; l'Atlanta venne promosso dalla Federazione. Mantegari divenne titolare del club allorché Pascual Bertarelli, il mediano destro dell'Atlanta, si ritirò: subentratogli, lo sostituì in tale ruolo. Dopo 113 partite di massima serie Mantegari lasciò l'Atlanta, retrocesso al termine della stagione 1952, per accasarsi al River Plate. Nella prima annata passata al River il posto era occupato da Roberto Tesouro, ma in seguito divenne titolare, andando a sostituire Norberto Yácono, che per anni aveva giocato nel River Plate sulla fascia destra. Nella squadra dalla banda rossa fu impiegato con continuità, divenendo un componente stabile del terzetto di centrocampo, affiancando giocatori come Pascasio Sola, Juan Urriolabeitía, Oscar Rossi e Néstor Rossi. Vinse per quattro volte la Primera División, nel 1953, 1955, 1956 e 1957, totalizzando 170 partite totali nella massima categoria del calcio argentino. Nel 1961 decise di trasferirsi al Platense di Vicente López, in Primera B (la seconda divisione), giocandovi 26 gare e segnando una rete. Si ritirò nel 1962

### Nazionale
Con la propria selezione nazionale raccolse 2 presenze tra il 1956 e il 1957. Giocò una gara nel 1956 e un'amichevole il 9 aprile 1957. Prese parte al Campeonato Sudamericano de Football 1957.

## Palmarès

### Club

#### Competizioni nazionali
- Campionato argentino: 4

River Plate: 1953, 1955, 1956, 1957

### Nazionale
- Campeonato Sudamericano de Football: 1

Perù 1957